# Attaque de Boukouma
Insurrection djihadiste au Burkina Faso
Batailles
- Samorogouan
- Intangom
- Nassoumbou
- Ariel
- 1re Inata
- Loroni
- Gorom-Gorom
- Koutougou
- Arbinda
- Hallalé
- Markoye
- Dounkoun
- Boukouma
- 2e Inata
- Titao
- Opération Laabingol
- Namissiguima
- Madjoari
- Bourzanga
- Seytenga
- Gaskindé
- Tin-Ediar
- Tin-Akoff
- Aoréma
- Ougarou
- Namsiguia
- Noaka
- Koumbri
- Djibo
- Tawori
- Mansila
- Nassougou

Massacres
- Yirgou
- Solhan
- Karma
- Komsilga, Nodin et Soroe
- Bibgou et Soualimou
- Barsalogho

Attentats
- 1er Ouagadougou
- 2e Ouagadougou
- 3e Ouagadougou

L'attaque de Boukouma a lieu le 18 août 2021, pendant l'Insurrection djihadiste au Burkina Faso.

## Déroulement
Le 18 août 2021, vers 14 heures, un convoi parti de Dori et en route pour Arbinda est attaqué à Boukouma, à 25 kilomètres de Gorgadji, dans la province du Séno. 
Ce convoi, constitué de 80 véhicules, s'étale sur une distance d'environ 600 mètres et est en bonne partie constitué de civils qui cherchent à profiter d'une escorte militaire pour parcourir cette route, longue d'une centaine de kilomètres,. Les gendarmes sont positionnés à l'avant et à l'arrière, tandis que les civils sont au centre. Cependant, c'est contre le milieu du convoi que les djihadistes lancent l'attaque.
Après trois heures de combats, des renforts arrivent de Gorgadji et d'Arbinda et les djihadistes sont repoussés.

## Pertes
Selon un premier bilan du gouvernement burkinabé, 30 civils, 14 soldats et trois miliciens des Volontaires pour la défense de la patrie sont tués lors de l'attaque et 19 personnes sont blessées,. Le lendemain, le bilan est cependant revu à la hausse et passe à plus de 80 tués, dont 65 civils, 15 gendarmes et six miliciens. 
Le président Roch Marc Christian Kaboré décrète un deuil national de trois jours. Le gouvernement affirme également que l'armée et les VDP « ont abattu 58 terroristes » lors d'une « riposte »,.